# Estação Terra Nova
Terra Nova foi uma estação de trem do Rio de Janeiro. A estação ficava entre a estação Pilares e Tomás Coelho. Atualmente a estação encontra-se desativada e demolida.

## História
Terra Nova foi uma das primeiras paradas abertas na inauguração da Estrada de Ferro Melhoramentos em 1 de novembro de 1895. Cerca de dez anos depois, foi elevada à estação. Durante a década de 1960 foi palco de vários crimes violentos, tornado-se uma estação perigosa e pouco utilizada. Com o crescimento do tráfego rodoviário, a passagem de nível da estação torna-se extremamente movimentada, incentivando a construção do Viaduto Cristóvão Colombo em 1965. Coma abertura do viaduto, há uma queda no número de veículos e a estação perde importância, apesar de algumas reivindicações de ampliação da passagem de nível local. A estação Terra Nova foi desativada por volta de 1970 pela Estrada de Ferro Central do Brasil.

## Localidade
Num caso muito similar à Estação Dona Clara, até meados do século XX, os arredores da Estação Terra Nova eram vistos como um bairro à parte, na medida em que as estações ferroviárias do Rio de Janeiro sempre foram vistas como fator de localização espacial.
Na localidade de Terra Nova, existia a escola de samba Unidos de Terra Nova, da qual saiu a dissidência que daria origem à Caprichosos de Pilares. Segundo Nelson da Nóbrega Fernandes, foi citado o nome de uma tal "Voz da Terra Nova" em uma apresentação de representantes de 61 escolas de samba ao ainda prefeito Hildebrando de Góis, todas supostamente filiadas à FBES, muito embora se admita que muitas delas eram escolas fantasmas criadas apenas para parecer dar mais peso à entidade representativa.